# Lautaro Montoya
Lautaro Montoya (Villa Ballester, 7 ottobre 1994) è un calciatore argentino, difensore del Central Córdoba (SdE) in prestito dal Estudiantes (BA).

## Caratteristiche tecniche
È un terzino sinistro.

## Carriera
Cresciuto nelle giovanili del San Lorenzo, ha esordito il 13 marzo 2016 in occasione del match perso 2-0 contro l'Arsenal Sarandí.

## Statistiche

### Presenze e reti nei club
Statistiche aggiornate al 1° gennaio 2025.
| Stagione                     | Squadra                      | Campionato                   | Campionato | Campionato | Coppe nazionali | Coppe nazionali | Coppe nazionali | Coppe continentali | Coppe continentali | Coppe continentali | Altre coppe | Altre coppe | Altre coppe | Totale | Totale | Totale |
| Stagione                     | Squadra                      | Comp                         | Pres       | Reti       | Comp            | Pres            | Reti            | Comp               | Pres               | Reti               | Comp        | Pres        | Reti        | Pres   | Reti   |        |
| ---------------------------- | ---------------------------- | ---------------------------- | ---------- | ---------- | --------------- | --------------- | --------------- | ------------------ | ------------------ | ------------------ | ----------- | ----------- | ----------- | ------ | ------ | ------ |
| 2016                         | San Lorenzo                  | PD                           | 3          | 0          | CA              | 0               | 0               | CL+CS              | 0+1                | 0                  | SA          | -           | -           | 4      | 0      |        |
| 2016-2017                    | San Lorenzo                  | PD                           | 4          | 0          | CA              | 0               | 0               | CL                 | 1                  | 0                  | -           | -           | -           | 5      | 0      |        |
| Totale San Lorenzo           | Totale San Lorenzo           | Totale San Lorenzo           | 7          | 0          |                 | 0               | 0               |                    | 2                  | 0                  |             | -           | -           | 9      | 0      |        |
| 2017-2018                    | Chacarita Juniors            | PD                           | 4          | 0          | CA              | 0               | 0               | -                  | -                  | -                  | -           | -           | -           | 4      | 0      |        |
| 2019-2020                    | Estudiantes (BA)             | PBN                          | 18         | 1          | CA              | 3               | 1               | -                  | -                  | -                  | -           | -           | -           | 21     | 2      |        |
| 2020                         | Estudiantes (BA)             | PBN                          | 7          | 0          | CA              | 0               | 0               | -                  | -                  | -                  | -           | -           | -           | 7      | 0      |        |
| Totale Estudiantes (BA)      | Totale Estudiantes (BA)      | Totale Estudiantes (BA)      | 25         | 1          |                 | 3               | 1               |                    | -                  | -                  |             | -           | -           | 28     | 2      |        |
| 2021                         | Sarmiento (J)                | PD                           | 13         | 1          | CA+CdL          | 2+8             | 0               | -                  | -                  | -                  | -           | -           | -           | 23     | 1      |        |
| gen.-mag. 2022               | Sarmiento (J)                | PD                           | -          | -          | CA+CdL          | 0+8             | 0               | -                  | -                  | -                  | -           | -           | -           | 8      | 0      |        |
| Totale Sarmiento (J)         | Totale Sarmiento (J)         | Totale Sarmiento (J)         | 13         | 1          |                 | 18              | 0               |                    | -                  | -                  |             | -           | -           | 31     | 1      |        |
| giu.-dic. 2022               | Central Córdoba (SdE)        | PD                           | 12         | 0          | CA+CdL          | 0               | 0               | -                  | -                  | -                  | -           | -           | -           | 12     | 0      |        |
| 2023                         | Tigre                        | PD                           | 12         | 0          | CA+CdL          | 1+3             | 0               | CS                 | 3                  | 0                  | -           | -           | -           | 19     | 0      |        |
| 2024                         | Central Córdoba (SdE)        | PD                           | 0          | 0          | CA+CdL          | 0+2             | 0               | -                  | -                  | -                  | -           | -           | -           | 2      | 0      |        |
| 2025                         | Central Córdoba (SdE)        | PD                           | 0          | 0          | CA              | 0               | 0               | CL                 | 0                  | 0                  | SA          | -           | -           | 0      | 0      |        |
| Totale Central Córdoba (SdE) | Totale Central Córdoba (SdE) | Totale Central Córdoba (SdE) | 12         | 0          |                 | 2               | 0               |                    | 0                  | 0                  |             | -           | -           | 14     | 0      |        |
| Totale carriera              | Totale carriera              | Totale carriera              | 73         | 2          |                 | 27              | 1               |                    | 5                  | 0                  |             | -           | -           | 105    | 3      |        |

## Palmarès

### Club

#### Competizioni nazionali
- Copa Argentina: 1

Central Córdoba (SdE): 2024